# Symphytum tuberosum
La consuelda menor o consuelda turmosa (Symphytum tuberosum ) es una planta de la familia de las boragináceas.

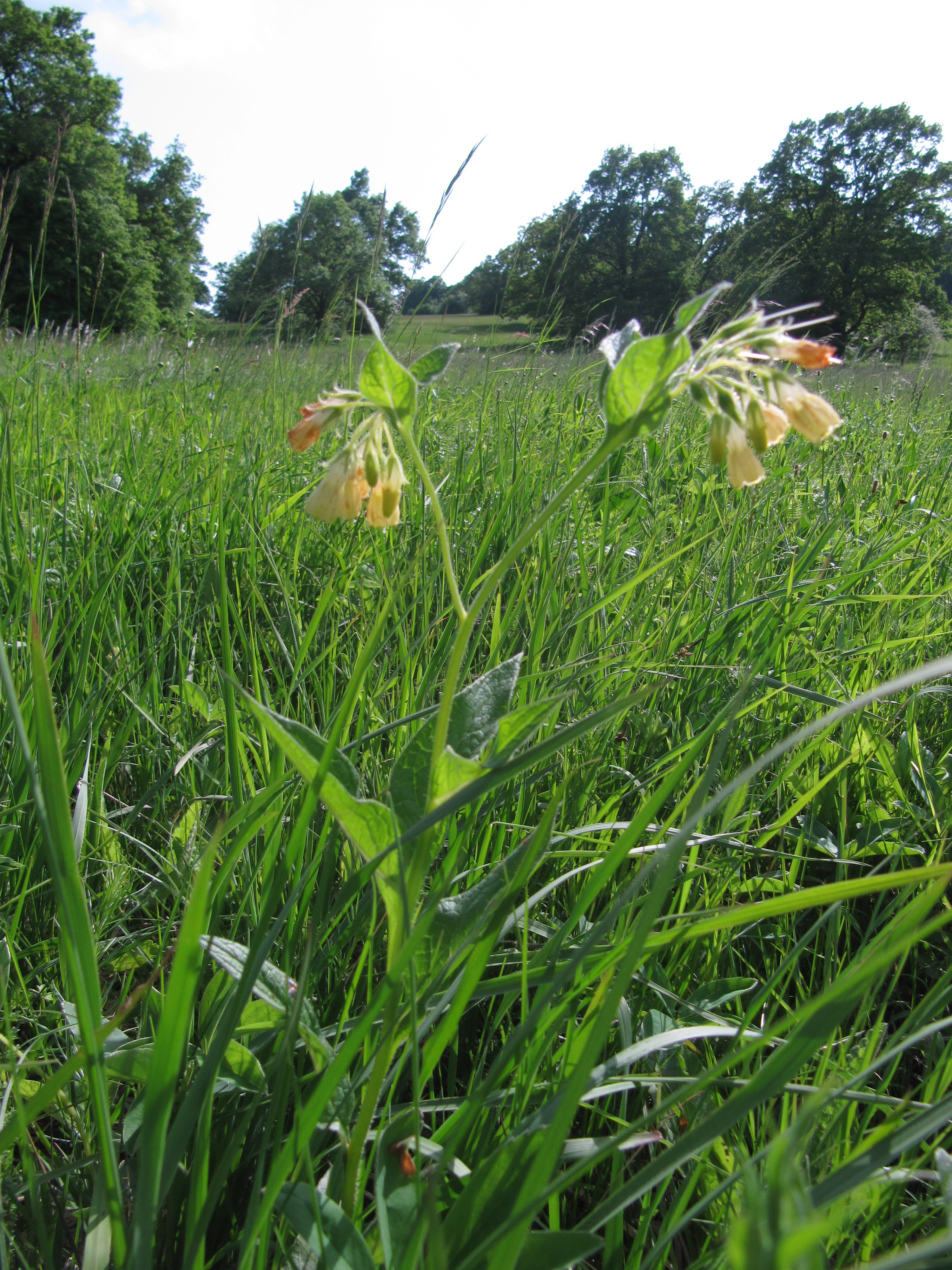
En su hábitat

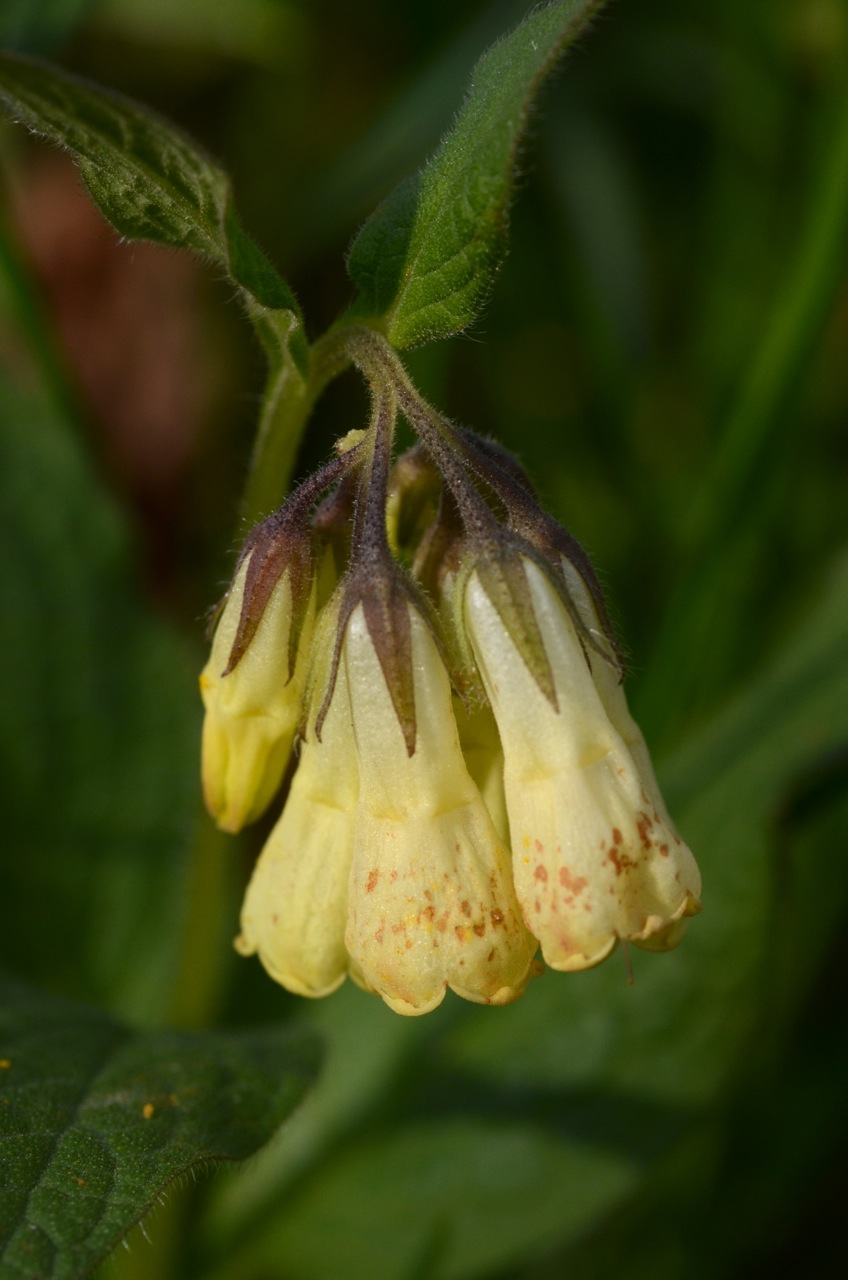
Detalle de las flores

## Descripción
Planta vivaz, de 25 a 50 (60) cm, provista de rizomas tuberosos más o menos deformes. Tallos poco ramificados  y pelosos. Hojas lanceolado-oblongas, grandes (hasta 12 cm), estrechadas en pecíolo nada o muy poco decurrente; las superiores sentadas; las medias superan en tamaño a las inferiores. Flores tubulares de color amarillo pálido, con escamas en la garganta. Lóbulos del cáliz con una longitud  3 veces mayor que el tubo. Ovario con tubérculos, estilo saliente y estambres ocultos. Fruto granuloso y brillante. Florece en primavera.

## Hábitat
Bosques caducifolios.

## Distribución
Gran parte de Europa excepto en el norte, Portugal, Irlanda, Bélgica, Holanda.

## Propiedades
Symphytum tuberosum ha desempeñado un papel curativo  en la medicina natural a lo largo de los siglos. En estos curas tradicionales, las recetas utilizan las hojas y las raíces , antiguamente se utilizaba para acelerar la curación de las abrasiones menores a través de ser aplicada directamente sobre la piel dañada bajo una compresa.

## Taxonomía
Symphytum tuberosum fue descrita por Carlos Linneo  y publicado en Species Plantarum 1: 136. 1753.
Etimología
Symphytum: nombre genérico que deriva del griego sympho o symphein = "crecer juntos", y phyton = "planta", el nombre symphytum fue utilizado por Dioscórides para la planta llamada consuelda que tenía fama de curar las heridas.